# Helge Vagn Jacobsen
Helge Vagn Jacobsen (født 27. juni 1963 ) er en dansk politiker for Radikale Venstre. Helge Vagn Jacobsen blev ved Folketingsvalget i 2011 anden suppleant i Nordsjællands Storkreds med 397 personlige stemmer.
Ved Margrethe Vestagers mandatlnedlæggelse i forbindelse med, at hun blev udpeget som EU-kommissær, indtrådte Helge Vagn Jacobsen i Folketinget hvor han sad frem til Folketingsvalget 2015.

## Baggrund
Helge Vagn Jacobsen er uddannet i statskundskab (cand.scient.pol.) og kommer fra en stilling som vicedirektør i økonomiforvaltningen i Københavns Kommune.